# 李月華 (記者)
李月華（英語：Daisy Li Yuet-Wah），資深新聞工作者， 《眾新聞》總編輯。她於1984至1997年間任職《明報》，1997年加入《蘋果日報》，直至2016年離開壹傳媒集團。在壹傳媒工作18年半裡，曾參與集團多項創新工作，包括創辦台灣《蘋果日報》、《爽報》和動新聞，並且於1991至1993年間任香港記者協會主席。
於1994年，李月華獲保護記者委員會頒發CPJ国际新闻自由奖。李月華倡導新聞自由，並自1995年起擔憂香港可能會在回歸中國後進行媒體自我審查。